# Stazione di Berlino Frankfurter Allee
La stazione di Berlino Frankfurter Allee (in tedesco Berlin Frankfurter Allee) è una stazione ferroviaria posta sulla Ringbahn di Berlino.

## Movimento
La stazione è servita dalle linee S 41, S 42, S 8 e S 85 della S-Bahn.

## Interscambi
- Fermata metropolitana (Frankfurter Allee, linea U 5)[1]
- Fermata tram (S + U Frankfurter Allee, linee M 13 e 16)[2]